# Ligré
Ligré település Franciaországban, Indre-et-Loire megyében. Lakosainak száma 1070 fő (2022. január 1.). Ligré Anché, Assay, Lémeré, Marçay, Rivière és La Roche-Clermault községekkel határos.

## Népesség
A település népességének változása:
| Lakosok száma | 802  | 792  | 903  | 1019 | 1064 | 1072 | 1065 | 1058 | 1060 | 1070 |
|               | 1968 | 1982 | 1990 | 2006 | 2013 | 2015 | 2017 | 2019 | 2020 | 2022 |